# Zygia basijuga
Zygia basijuga là một loài thực vật có hoa trong họ Đậu. Loài này được (Ducke) Barneby & J.W. Grimes miêu tả khoa học đầu tiên năm 1997.